# Park-šuma Vujnovića brdo
Vujnovića brdo je zaštićeno područje u Hrvatskoj. Nalazi se na širem području grada Gospića.
Status zaštite ove šume je park šuma. Prevladavajuća vegetacija su crni bor i obični bor.
Na području Vujnovića brda postoji istoimeni šumski rasadnik "Hrvatskih šuma", koji je trenutno izvan funkcije.
Druga park šuma na području Gospića zove se Jasikovac. Prevladavajuća vegetacija je hrast kitnjak, a predio je zaštićen zbog stoljetnosti hrastova.